# Pirata longjiangensis
Pirata longjiangensis là một loài nhện trong họ Lycosidae.
Loài này thuộc chi Pirata. Pirata longjiangensis được Yan et al miêu tả năm 1997..